# Lucky Bastard
Lucky Bastard es un material del artista Vince Clarke (conocido por ser el fundador de Depeche Mode, Yazoo y Erasure). Es en realidad un compilado de diferentes sonidos de todos los synth de Clarke y cuenta con una sola canción entera, VCA, que fue producida por Enchanted.

## Lista de canciones
- 1 	Demo - VCA  (Productor – Enchanted)
- 2-4 	Roland System 100m
- 5-7 	ARP 2600
- 8 	Korg MS20
- 9 	Synthi VCS3
- 10 	Obie 2 Voice
- 11 	Mini Moog
- 12-20 	Roland System 100m
- 21--24 	Moog Hat Patterns
- 25-29 	Misc Synth Druma
- 30-42 	ARP 2600
- 43-44 	Moog Bass
- 45-46 	Serge
- 47-49 	SCI Pro One
- 50-60 	Polyfusion Modular
- 61-63 	Roland System 700
- 64-66 	Syrinx
- 67-68 	Synthi VCS3
- 69-71 	Emulator Modular
- 72-74 	Oberheim Xpander
- 75-83 	ARP 2600
- 84-87 	Tour Samples

	Multisamples
- 88 	Oberheim Xpander
- 89 	ARP 2600
- 90 	Korg MS20
- 91 	Obie 2 Voice
- 92 	Mini Moog
- 93 	Roland Juno 6
- 94 	Test Tone At Digital Max